# Amar
Amar (arab. عمار) – wieś w Syrii, w muhafazie Hims. W 2004 roku liczyła 373 mieszkańców.